# 鳳みゆ
鳳 みゆ（おおとり みゆ、2000年12月5日 
- ）は、日本のモデル、AV女優。エイトマン所属。旧名は川北 メイサ（かわきた めいさ）、沢北 みなみ（さわきた みなみ）、DINO→LIGHTに所属していた。2023年以降は鳳みゆ名義で活動。

## 経歴
2020年12月12日、「U-IJIN 01 新人 川北メイサ」でFALENO専属女優としてデビュー。
2021年10月19日　FALENO専属女優から企画単体女優への転向を発表。
2021年12月24日　1周年を記念してクラウドファンディングによる写真集プロジェクトを発表。
2022年7月4日週、FANZAレンタルフロアランキングにおいて出演した『「えっ!? コレが実習?」エステ専門学校に入学したら男はボク1人! 実習はタオル1枚の女子の体を触りまくり! ボクの股間は触られまくりでフル勃起!』が1位を記録。
同年7月22日、事務所をLIGHTに移籍、芸名を沢北みなみへと変更することをTwitterで報告。2023年1月31日、芸名を川北メイサに戻すと告知した。
2023年4月15日、現役引退を表明。引退後もSNSは継続する。
2023年7月3日週FANZA動画フロアランキングにて、2022年12月に発売された出演アンソロジー作品『【福袋】S-Cute 可愛い子だけ15作品をノーカット収録38時間!』が1位を記録。8月7日週FANZA動画フロアランキングにて、同作品が3位再浮上。
鳳みゆ名義でツイッターを再開。鳳みゆとしてはエイトマンに所属。
2024年7月3日、SNSにてAV復帰を報告。
2025年6月16日週FANZA動画フロアランキングで2024年に出演、発売した『福袋 円光タダまん 美少女生中出し18名収録 総尺40時間41分（2441分）』（First Star）が1位に上昇した。

## 人物
趣味はカラオケ。特技は料理、ピアノ、歌。
前職は関東地方にある某有名ホテルの一流フレンチレストラン。「Boucher（ブーシェ＝切り係）」担当として、切り物や必要な材料を倉庫から持ってきたり、賄いを作ったりといった仕事を担当していた。
実家の祖母から糠床を分けてもらい持たされ、上京した。
母親と兄がアニオタで、その影響で小学生の頃からアニメが好き。好きなアニメは『ソードアート・オンライン』。
高校生までキスすると子供ができると思っていた。初体験は高校卒業後、教習所で知り合った彼氏と。デビュー前の経験人数はこの1人。
小さい頃から有名になるのが夢で、スカウトされたのを機にAV女優で有名になりたいと思ったのがデビューのきっかけ。
ファンネームはmeiMe（メイミー）みんなのメイサ＆メイサのみんな、という思いが込められている。
鳳みゆ名義では誕生日が「2000年7月21日生まれ」と改められている。

## 出演作品

### アダルトビデオ

#### 川北メイサ 名義

##### FALENO star専属期間
| 配信日                                     | DVD 発売日    | タイトル                                                                            | 規格品番  | 備考       |
| ------------------------------------------ | ------------- | ----------------------------------------------------------------------------------- | --------- | ---------- |
| 2020年12月12日                             | 2021年1月21日 | U-IJIN 01 新人 川北メイサ                                                           | FSDSS-159 |            |
| 2021年1月9日                               | 2021年2月11日 | 人生初モノづくし 未経験プレイSP                                                     | FSDSS-171 |            |
| 2021年2月1日                               | 2021年3月11日 | 性ファレノ学院 学校でしましょッ♡                                                    | FSDSS-180 |            |
| 2021年3月1日 (vol.1) 2021年3月15日 (vol.2) | 2021年4月8日  | 着せ替えパイパン美少女メイド 24時間性玩具女中                                       | FSDSS-198 |            |
| 2021年4月1日                               | 2021年5月7日  | クラス1の真面目な優等生は超人気売れっ子デリヘル嬢でエロ偏差値も69のパイパン女子大生 | FSDSS-215 |            |
| 2021年5月10日                              | 2021年6月10日 | ナースのお痴事 パイパン美少女は口内射精マニア                                       | FSDSS-240 |            |
| 2021年6月27日                              | 2021年7月22日 | W小悪魔責め ずぅ～っと舐めじゃくり全身リップ ハーレム逆3P 沙月恵奈 川北メイサ       | FSDSS-262 |            |
| 2021年7月12日                              | 2021年8月12日 | 高○教師 女子生徒と放課後の禁断ベロキス性交                                          | FSDSS-279 |            |
| 2021年8月9日                               | 2021年9月9日  | イキすぎておかしくなるぅ…追撃ピストンで意識が飛ぶほど連続絶頂                       | FSDSS-294 |            |
| 2021年12月28日                             | 2022年1月27日 | 川北メイサFALENO出演全タイトル収録BEST8時間 超うっとり大量顔射セックス連発SP!!      | FCDSS-023 | 単体ベスト |

##### 企画単体 期間
| 発売日   | タイトル                                                                                 | 規格品番 | メーカー             | 備考 |
| -------- | ---------------------------------------------------------------------------------------- | -------- | -------------------- | ---- |
| 11月16日 | 常に笑顔で癒してくれる性格もセックスも家事も完璧な365日ヤレる最高に可愛いくびれ美巨乳女  | EBOD-872 | E-BODY               |      |
| 11月23日 | あの!! アイドルフェイス女子大生が電撃移籍・即はじめてのナマ中出し                        | HMN-076  | 本中                 |      |
| 11月23日 | 人気の美顔女優Madonna初登場!! 抱かれたくない男に死にたくなるほどイカされて… 川北メイサ   | JUL-783  | マドンナ             |      |
| 12月7日  | 隣のゴミ部屋に監禁された制服少女は 絶倫オヤジの精液ぶっかけ種付けレ×プで汚されてイク…    | WAAA-126 | ワンズファクトリー   |      |
| 12月21日 | 生徒の巨乳に理性を失った僕は放課後ラブホで何度も何度もメイサと中出しセックスしてしまった | PPPD-992 | OPPAI                |      |
| 12月21日 | ごめんなさい… おもらしエステ 乙女の肉体をジワジワ狂わせる失禁オイルマッサージ            | MVSD-492 | エムズビデオグループ |      |

| 発売日   | タイトル | 規格品番  | メーカー                   | 備考 |
| -------- | --- | --------- | -------------------------- | ---- |
| 1月4日   | 絶対親には知られたくない妹の弱みを握った僕はずっと嫌な顔されながらむっちり柔らかいパイパンマ○コに中出ししてやりました… | JUFE-358  | Fitch                      |      |
| 1月4日   | SNSナンパ イ●スタで出会ったフォロワー12万人 私立A大学 ミスコン準グランプリ 会社役員娘 イキまくり潮吹きワンナイト ダメもとでDMした高嶺の花は意外とフッ軽! 中出しまでOK 一晩中ハメれた奇跡 ミサ                                                                                | NNPJ-492  | ナンパJAPAN                |      |
| 1月18日  | 固定バイブだるまさんが転んだ 23 | HJMO-483  | はじめ企画                 |      |
| 1月25日  | 朝、起きたら隣にスレンダー美少女。夢のような展開なのに全く思い出せない…どうやら僕らはセックスしたらしい。 | ROYD-080  | ROYAL                      |      |
| 2月15日  | オヤジって乳首責められると変な声出すからベロキスで黙らせてやるからな! 川北メイサ 白桃はな | MIAA-582  | MOODYZ                     |      |
| 2月22日  | ヤリマン女子大生2人のパパ活数珠繋ぎ! 風俗店に突撃体験潜入! 全オプションOK 高額指名客を裏引きしてパパにする密着逆3P中出しソープ 沙月恵奈 川北メイサ | HMN-128   | 本中                       |      |
| 3月15日  | ゴミ部屋に監禁され肉体奉仕を強要されアクメ漬けになるまでピストンされ続けたナンバーワンキャバ嬢 川北メイサ | MVSD-502  | エムズビデオグループ       |      |
| 3月22日  | 憧れの上司と二人きりの初出張で計画的相部屋キメセク 媚薬で絶倫にした上司を朝まで何度も何度もイかせてしまった私。川北メイサ | HOMA-115  | h.m.p DORAMA               |      |
| 3月22日  | 小悪魔挑発美少女 川北メイサ | MMUS-063  | MARRION                    |      |
| 3月24日  | 女子校生 中出し20連発 川北メイサ | IESP-696  | アイエナジー               |      |
| 4月5日   | 可愛い顔してデカ尻!! 川北メイサ | MMKZ-110  | MARRION                    |      |
| 4月5日   | ホス狂追い込み動画 川北メイサ | BAB-061   | バビロン/妄想族            |      |
| 4月5日   | パパ活美少女はちくび責めと全身ペロペロ愛撫が大好物!! 川北メイサ | NACR-524  | プラネットプラス/七狗留    |      |
| 4月12日  | 唾液を絡ませ自ら腰を振る。素顔丸出し一泊旅行。舐め回すおじさんの体液編 川北メイサ | DASD-992  | ダスッ!                    |      |
| 4月16日  | 拘束絶頂 ～身動きが取れない状況で痙攣イキするえっちなオマ○コ 川北メイサ | MXGS-1235 | MAXING                     |      |
| 4月19日  | アナル舐めて! 小悪魔メイドの美デカ尻ケツ穴誘惑 肛門クンニしてくれたら中出しOK 川北メイサ | FOCS-060  | ABC/妄想族                 |      |
| 4月26日  | 悔しいことに先生のアレとの相性は抜群でした 死ぬほど嫌いな先生に… 泣きたくなるほどイカされて… 川北メイサ | NITR-522  | クリスタル映像             |      |
| 5月24日  | 「えっ!? コレが実習?」 エステ専門学校に入学したら男はボク1人! 実習はタオル1枚の女子の体を触りまくり! ボクの股間は触られまくりでフル勃起! | HUNTB-284 | Hunter                     |      |
| 5月26日  | アナルのシワの数までハッキリわかる! ノーモザイク連続絶頂アナル見せオナニー 10 | IENF-215  | アイエナジー               |      |
| 5月27日  | イケメンに溺れ ハメ撮り3P動画を晒される 川北メイサ | HONB-253  | MERCURY                    |      |
| 6月5日   | オイルマニア 川北メイサ | NACR-546  | プラネットプラス/七狗留    |      |
| 6月7日   | 私のアソコを舐めてください。中1からパイパン性活 川北メイサ | SQTE-416  | S-Cute                     |      |
| 6月14日  | 僕が先に好きだったのに、敬愛する祖父と同じ戦法でプロ棋士を目指していた幼馴染が中年チ●ポ依存症の中出し肉便器になってしまった 川北メイサ | MKON-079  | かぐや姫Pt/妄想族          |      |
| 6月16日  | 川北メイサ×ボンテージQUEEN | MXGS-1244 | MAXING                     |      |
| 6月21日  | 僕を助けてくれる幼なじみがいじめっこに犯されているのを見て勃起した 川北メイサ | MIAA-658  | MOODYZ                     |      |
| 6月21日  | 彼女のお姉さんは巨乳と中出しOKで僕を誘惑 川北メイサ | PPPE-043  | OPPAI                      |      |
| 6月24日  | 両親の居ない日、僕は妹と精子が枯れるまで1日中ヤリまくった。 川北メイサ | T28-621   | TMA                        |      |
| 6月28日  | インターンレ×プNTR ヤリチン企業に洗脳され性処理係に内定した彼女の一週間 川北メイサ | DASS-026  | ダスッ!                    |      |
| 7月12日  | 両親の留守中、陰キャ幼馴染と裸の見せ合いっこをすることになり…一緒にお風呂入ってた頃とはまるで違うエロいカラダになっててムラムラ止まらず3日間部屋にこもって生中出ししまくった 川北メイサ                                                                                      | DVAJ-583  | アリスJAPAN                |      |
| 7月19日  | 本番なしのマットヘルスに行って出てきたのは隣家の高慢な美人妻。弱みを握った僕は本番も中出しも強要! 店外でも言いなりの性奴隷にした 川北メイサ | MEYD-776  | 溜池ゴロー                 |      |
| 7月19日  | W小悪魔 失禁ハーレム 制服美少女のオシッコ潮びちゃびちゃ浴び浴びサンドイッチFUCK 上坂めい 川北メイサ | MVSD-517  | エムズビデオグループ       |      |
| 8月9日   | 新放課後痴女美少女回春リフレクソロジーSpecial 川北メイサ | MDTM-780  | 宇宙企画                   |      |
| 8月16日  | 欲求不満な痴女子アナと相部屋ラブホテルで仕事終わりにストレス発散SEX 川北メイサ | ZOCM-042  | ゾクゾク娘/妄想族          |      |
| 8月23日  | おチンチン舐めてあげるから恋人のフリしてっ! 早く結婚しろとうるさい両親を安心させるために超カワイイ同期女子の一日彼氏になったボク 川北メイサ | ROYD-100  | ROYAL                      |      |
| 9月13日  | 可愛すぎる会社の部下と相部屋ホテルでひたすら朝まで不倫SEXに明け暮れた飲み会終わりの一夜。川北メイサ | MDTM-785  | 宇宙企画                   |      |
| 9月20日  | え、こんな場所で挟み撃ち!? 声が出せない状況で強制射精・男潮吹きパパ活Wデート 小花のん 川北メイサ | PPPE-078  | OPPAI                      |      |
| 9月20日  | ぴったり密着ニットワンピ誘惑痴女 Vol.01 | ZOCM-047  | ゾクゾク娘/妄想族          |      |
| 10月4日  | 幼馴染3人で5年ぶりにデート。そのままホテルで… アオハルを取り戻すように三位一体になって超密着サンドイッチされバカみたいに中出ししまくった人生で一番最高な1日 綾瀬こころ 川北メイサ                                                                                            | CAWD-437  | kawaii*                    |      |
| 10月6日  | 図書館で声も出せず糸引くほど愛液が溢れ出す敏感娘 27 汗だくピストン2枚組中出しSP | NHDTB-712 | ナチュラルハイ             |      |
| 10月11日 | 初めて踏み込むとっておきの関係。 感情を激しく揺さぶり濃密に交わるガチ親友レズドキュメント 川北メイサ 沙月恵奈 | BBAN-394  | ビビアン                   |      |
| 10月13日 | 近親素股プレイでハプニング!! 妹とセックスの練習中に間違ってヌルンと挿入!! 8 | UMD-844   | LEO                        |      |
| 10月18日 | 就活女子大生セクハラ面接の実態! 「内定の為なら… 私なんでもします」 ブラック企業によるパワハラ行為の一部始終大公開! 恥じらいAV出演 | ZOCM-049  | ゾクゾク娘/妄想族          |      |
| 10月25日 | 終電逃した親友の彼女がボクの部屋に泊まることに… いままで女として意識した事なかったのに隙だらけなホロ酔い姿に理性を失い朝から晩までヤっちゃった 川北メイサ | MKMP-487  | Million                    |      |
| 10月25日 | 王様ゲームで急接近した隠れ淫乱な地味巨乳と、一泊二日のラブラブ中出しセックス。 川北メイサ | ROYD-106  | ROYAL                      |      |
| 11月1日  | 真夏のケツ穴しゃぶらせ娘～flavors×MM便コラボ企画 ～肛門クンニで汗だくケツ穴フレーバーを嗅がせ舐めさせ大はしゃぎ! むせるほどの肛門密着プレスで発情失禁イキしすぎてアナル丸出しSEXまでしちゃったフェチかわプリ尻＊ラブリーサマー痴女ちゃん 沢北みなみ                          | DVDMS-885 | DEEP'S                     |      |
| 11月8日  | ご主人様大好き 妊娠OK従順Wメイド 排卵日に孕ませ懇願! 子づくり生中出しご奉仕 Vol.001 | MDTM-793  | 宇宙企画                   |      |
| 11月8日  | マスク女子の卑猥なフェラチオ素人娘 2 12人 | KAGP-258  | かぐや姫Pt/妄想族          |      |
| 11月10日 | サエない僕に同情した女子●生の妹に「擦りつけるだけだよ」という約束で素股してもらっていたら互いに気持ち良すぎてマ○コはグッショリ！でヌルッと生挿入! 「え!? 入ってる?」でもどうにも止まらなくて中出し! 13                                                                       | IENF-241  | アイエナジー               |      |
| 11月10日 | CA飛行機痴漢 8 豪華版 乳首開発中出しスペシャル | NHDTB-720 | ナチュラルハイ             |      |
| 11月15日 | ラッキーな胸チラを発見し、気づかれないように見てたけど、やっぱりバレてた?! 22 ～隣に引っ越してきたお姉さん編～ | UMD-849   | LEO                        |      |
| 11月23日 | 学校でバイブをパンツ固定されたまま長時間拘束放置され我慢し続けるが追い打ち媚薬でイキ崩れたガンギマリ女子○生 2 | NHDTB-724 | ナチュラルハイ             |      |
| 12月2日  | 巨根先生とセフレ制服美少女の性交 川北メイサ | ONEZ-355  | ONE MORE                   |      |
| 12月6日  | 文京区にある女教師が通う整体セラピー治療院 34 | CLUB-693  | 変態紳士倶楽部             |      |
| 12月22日 | 御宿ビーチで声をかけたビキニギャルが火照った身体をクールダウンさせる冷感ローションマッサージ体験! 体温が下がるはずなのに【こっそり混ぜた媚薬】で性欲が覚醒! 敏感になった乳首やクリをいじられ、ガニ股失禁イキ潮噴射! 快楽に負けて自分からデカチンSEXをおねだりしちゃうなんて! | SVVRT-001 | サディスティックヴィレッジ |      |
| 12月27日 | ちびっ子おっぱいちゃん 沢北みなみ | TDMN-015  | First Star                 |      |
| 12月27日 | ドスケベ痴女のデカ尻に挟まれる至高のM性感 むっちむちWデカ尻挟み撃ち逆3Pハーレムイメクラ 尻圧で脳みそバグってち●ぽバカになるまで連続ヌキぶっかけ中出し!! 川北メイサ 弥生みづき                                                                                                | GENU-001  | VENUS                      |      |

| 発売日   | タイトル | 規格品番  | メーカー                   | 備考       |
| -------- | --- | --------- | -------------------------- | ---------- |
| 1月3日   | 担任教師にカラダを売る女子生徒 川北メイサ | SAME-039  | アタッカーズ               |            |
| 1月10日  | 「もう同級生は飽きちゃった! 大人チ○チン見せてよ」とボクを誘惑してくる姪っ子! 素朴で真面目そうだが実はクラスの男子を食い尽くすほどのヤリマン | HUNTB-450 | Hunter                     |            |
| 1月12日  | 素人バラエティ 耐えたら賞金! ダメならデカマラ即ハメ! 女子大生ガニ股顔面騎乗クンニチャレンジ! 敏感なクリの皮を剥がれデロデロに舐められ膣穴に舌を捻じ込まれガックガック絶頂イキ潮噴出しまくり!! 発情ナマオメコに中出し合計10連発! 4                                                                            | SVVR-012  | サディスティックヴィレッジ |            |
| 1月26日  | 【鬼潮祭り】Z世代ぴえんをDMで捕獲。めちゃかわ地雷ちゃんが超ド級の大量潮吹き噴射でベッド水没ガチヤバ中出し交尾【マジキチ】 | UNDG-005  | シン・ぱすも/ FALENO TUBE  |            |
| 2月14日  | 「私の下着で何するつもりだったの?」 下着を盗んだ近所の少●の精子が枯れるまで射精させる説教痴女 | MDBK-280  | BAZOOKA                    |            |
| 2月28日  | 美少女ヌード観察50人 | UMSO-491  | UMANAMI                    |            |
| 3月7日   | 池袋発 ヌキ無しお触りNG! スク水メンズエステの健全店メンエス嬢が絶倫中出し裏オプションまでしてしまう一部始終を隠し撮り | CLUB-800  | 変態紳士倶楽部             |            |
| 3月9日   | 羞恥! 彼氏連れ素人娘をマシンバイブでこっそり攻めまくれ! 22激安居酒屋にマジックミラー特設スタジオを設置初詣帰りに余裕で股開きする隠れビッチJDと中出し新年祭り! 知らんけど。。 | SVDVD-942 | サディスティックヴィレッジ |            |
| 3月14日  | 川北メイサ 可愛いSEX傑作集 Memorial Sweet BEST4時間 | MDTM-804  | 宇宙企画                   | 単体ベスト |
| 3月23日  | SOD女子社員 絶頂! イキまくり会社説明会 2023再開! 就活生来社説明会 情熱と感度が過去イチと噂の生真面目系チーフ候補生3名を緊急抜擢! 痙攣数134回!! 総イキ潮量69mlながらも弊社の魅力を伝えきる! | SDJS-181  | SODクリエイト              |            |
| 5月11日  | 合宿痴漢 「盗撮」「集団オナニー」「公開SEX」言いなり羞恥でイキ堕ちた女子部員たち | NHDTB-766 | ナチュラルハイ             |            |
| 5月16日  | 素人娘の全裸図鑑 30 今時の女の子12名が恥らいながら脱衣していく様子をじっくり撮影した、変態紳士のためのヘアヌードコレクション | KAGP-279  | かぐや姫Pt/妄想族          |            |
| 5月26日  | フライト帰りのキャビンアテンダントは性欲強すぎ!? 気品溢れる空の女神が童貞君の初物チ○ポに赤面発情!! お上品な顔で下品にフェラチオ & ごっくん!! 筆おろし生セックスで淫乱覚醒生中出し!! 厳選された現役美人CA10人300分!!                                                                                          | SKMJ-393  | 赤面女子                   |            |
| 5月30日  | マッチングアプリで出会った恋多き東京の素人娘 厳選した特に可愛い子と390分たっぷりSEX! | NPJB-100  | ナンパJAPAN                |            |
| 5月30日  | 淫乱BODY美女コスプレ × 中出しイチャパコ! | NPJB-096  | ナンパJAPAN                |            |
| 6月13日  | メンズエステの面接に来た気弱な純情女子にセクハラ講習 | HUNBL-136 | Hunter                     |            |
| 6月15日  | 体育会系スポーツ女子は膣内筋肉が発達しているよ汗だく汁だくアスリートファック!! | UMD-874   | LEO                        |            |
| 6月20日  | 顔出し解禁!! マジックミラー便 一流企業で働くパンツスーツのピタパン尻OL編 vol.06 8人全員SEXスペシャル!! タイトなパンツスーツに包まれたパッツパツのむっちり尻を揉みしだかれ恥じらいながらも濡れてしまったエリートおま○こにデカチン挿入!!                                                                       | DVDMS-964 | DEEP'S                     |            |
| 6月23日  | 素人女子大生限定! 何度イっても止めない高速素股でマン汁ダダ漏れw白く泡立つまでデカチンを擦りつけるメレンゲ素股に赤面発情!? 焦らしに焦らされ…もうこのまま生チ○ポ下さい! 激イキSPECIAL | SKMJ-402  | 赤面女子                   |            |
| 6月27日  | 「あの時の続きしよう…」 あの日のエッチな見せ合いっこの続き。幼い頃、遊びでお互いの性器を見せ合いっこした幼馴染が超絶美少女になって戻ってきて「ねえぇ～またあの時みたく見せ合いっこしようよ…」と言ってきた! 毛も生えて、少しは大人になったボクたちは勃起したチ○ポと濡れ濡れマ○コを見せ合い、舐め合い、そして… | HUNTB-614 | Hunter                     |            |
| 7月6日   | 【顔晒し】債務者の娘。借金まみれの両親のかわりに、嫌がるのを完全無視して容赦なく体で払えと口を塞がれもがき中出しさせられた学生さん5名 | STSK-081  | 素人39                     |            |
| 7月11日  | 酔った同僚連れ去り勝手にAV撮影 02 | SABA-839  | S級素人                    |            |
| 7月20日  | 素人女子大生限定! 狭いお風呂で密着混浴体験してもらえませんか!? 火照る身体! おっぱいポロリ! ウブな女子は恥ずかし過ぎて赤面涙目! あちこち舐めてキレイにしたらそのまま生中出しSEXしちゃいました! 5 | IENF-275  | アイエナジー               |            |
| 8月8日   | 角オナニー 擦り付けたら止まらない 7 11人 | KAGP-286  | かぐや姫Pt/妄想族          |            |
| 8月22日  | 『えっ挿っちゃった?』 布越し0.1mmのほぼゼロ距離誘惑してくる美人エステティシャン! 2 お触り厳禁のメンズエステで勃起したら パンティ越しのアソコにチ○コを何度も押し当て 偶然を装い誘惑してくる美人エステティシャン! 何度も何度も押し当てられているうちに 偶然なのかズボッと挿ってしまい…                         | HUNTB-632 | Hunter                     |            |
| 8月22日  | マスク女子の卑猥なフェラチオ素人娘 4 11人 | KAGP-288  | かぐや姫Pt/妄想族          |            |
| 8月22日  | あなたのチ●ポ洗います。9 素人アルバイト 8人 | KAGP-287  | かぐや姫Pt/妄想族          |            |
| 9月5日   | 冴えないオジサン教師の僕に可愛い教え子からマッチングアプリでゴールド良いねが届きました…。ファザコン巨乳美少女の誘惑に耐えきれず死ぬほど青春SEX 川北メイサ | JUFE-509  | Fitch                      |            |
| 12月19日 | 【個撮】どこでもフェラ13 11人 | KAGN-015  | かぐや姫Pt/妄想族          |            |

#### 沢北みなみ 名義

##### 企画単体 期間
| 発売日   | タイトル | 規格品番  | メーカー   | 備考 |
| -------- | --- | --------- | ---------- | ---- |
| 11月1日  | 真夏のケツ穴しゃぶらせ娘 ～flavors × MM便コラボ企画～ 肛門クンニで汗だくケツ穴フレーバーを嗅がせ舐めさせ大はしゃぎ! むせるほどの肛門密着プレスで発情失禁イキしすぎてアナル丸出しSEXまでしちゃったフェチかわプリ尻＊ラブリーサマー痴女ちゃん 沢北みなみ | DVDMS-885 | DEEP'S     |      |
| 12月27日 | ちびっ子おっぱいちゃん 沢北みなみ | TDMN-015  | First Star |      |

| 発売日   | タイトル | 規格品番  | メーカー                            | 備考 |
| -------- | --- | --------- | ----------------------------------- | ---- |
| 1月12日  | 羞恥! 新任ナース病棟着任前強制健康診断 研修医の実験台にさせられた私たち2022冬 | SVSHA-001 | サディスティックヴィレッジ          |      |
| 2月7日   | 円女交際中出しoK18歳 最強可愛い小悪魔Eカップ娘 沢北みなみ | PKPD-227  | パコパコ団とゆかいな仲間たち/妄想族 |      |
| 2月9日   | 素人バラエティ 残業で激疲れした素人OLさんが初めてのローションマッサージ体験! ムレたストッキングを脱がして媚薬入り温感ローションでスクラブすると性欲覚醒! 敏感になったお疲れマンをじっくり刺激すれば、ガニ股失禁潮! 潮! 清楚なお口をぱっくり開いて、自分からデカチンを挿入しちゃうなんて!                                             | SVVRT-008 | サディスティックヴィレッジ          |      |
| 2月10日  | 素人娘がM男君の自宅を訪問! 責め経験ほぼゼロのうぶな女子たちが、底知れぬM心に触発されドS痴女性が開花! 「もう出ちゃうんですか…//」 乳首舐め手コキや顔騎フェラで散々焦らした後は、杭打ち騎乗位で自ら腰を振ってイキまくる! M男君の10倍昇天してもまだ足りず、精子が空っぽになるまで強制連続搾取! 6                                        | SKMJ-358  | 赤面女子                            |      |
| 2月14日  | 隣人の若妻淫獄調教 アナタ以外の精液で毎日子宮を満たされています… 沢北みなみ | APNS-306  | オーロラプロジェクト・アネックス    |      |
| 2月21日  | 常にち○ぽを舐めたがる友達のメンヘラ彼女に絶倫デカチンバレしてオキニの精飲ペロ友になり喉奥ごっくんされまくった話。 沢北みなみ | LULU-193  | LUNATICS                            |      |
| 2月21日  | 一般男女モニタリングAV 素人大学生限定 友達同士の男女がザーメン20mlを溜めるまで出られない密室からの脱出に挑戦! 女子大生が男友達を射精させるために恥じらいながらも手コキ・オナホコキ・フェラ・セックス! 何発出しても萎えない友達チ○ポと大量の精子を目の当たりにして思わず濡れる女子大生マ○コは性欲のままに何度も生挿入で連続中出し! 10 | DVDMS-919 | DEEP'S                              |      |
| 2月21日  | 「もっとチ●ポ硬くシテ!」 即ハメ肉食SEX! ド淫乱! ギラギラ肉感ギャルと鬼ピス激イキ性交! 過激ガチハメ密着撮り! 沢北みなみ | APAK-248  | オーロラプロジェクト・アネックス    |      |
| 3月21日  | 生意気なメスガキ姪っ子にJ系好きなのがバレてしまった 軽蔑されながらも「犯罪者にさせないため!」と言いながらキンタマが空になるまで搾精されまくる七日間 沢北みなみ | MASM-011  | かぐや姫Pt/妄想族                   |      |
| 3月21日  | M男イジリは2人で責めれば恐くない!? 草食男子を逆ナンパしてM男責めチャレンジしてみませんか? 仲良し女子大生ペアが淫語責めで焦らして乳首舐め手コキ脚コキしたら完全にエロスイッチONして初めてのW痴女で覚醒!? | HJMO-602  | はじめ企画                          |      |
| 3月23日  | 羞恥! おっぱいや膣穴尻穴までも視姦された私… 日給8万円だけど制服が逆バニーなファミレスアルバイト! 2 | SVSHA-005 | サディスティックヴィレッジ          |      |
| 3月28日  | ヤリ部屋で不特定多数のオッサン達に何日間もセックス漬けにされてるうち自ら中出しまで懇願するようになったドスケベ美人動画配信者 みなみ | GVH-523   | グローリークエスト                  |      |
| 4月20日  | 羞恥! ある日突然男女社員混合強制OL健康診断2022 | SVSHA-002 | サディスティックヴィレッジ          |      |
| 4月25日  | 挑発! 小悪魔ロリビッチ 04 沢北みなみ | KTRA-517  | K-Tribe                             |      |
| 5月9日   | パパ大好き! 世話焼きの巨乳娘が無邪気に性欲処理してくれる日常 沢北みなみ | KTRA-521  | K-Tribe                             |      |
| 5月16日  | 何発でも無責任種付けし放題! 射精してもプレイは止まらない二輪車ソープ 沢北みなみ 沙月恵奈 | MIAA-849  | MOODYZ                              |      |
| 5月23日  | 大好きな彼氏はいるけど… キミのチ●ポが一番丁度良い 絶対にイカせるUb●●ち○ぽに選ばれて中出ししまくる日々。 沢北みなみ | HMN-384   | 本中                                |      |
| 6月20日  | 彼女が家族旅行で一週間留守にしたので彼女の巨乳女友達に中出ししまくりました。 沢北みなみ | PPPE-127  | OPPAI                               |      |
| 7月18日  | コンビニバイト仲間で性格正反対の巨乳2人と交互に浮気SEXを繰り返す不貞な日々 柏木こなつ 沢北みなみ | EBOD-998  | E-BODY                              |      |
| 9月15日  | THE F1RST SEX Vol.01 | PTS-506   | ピーターズ                          |      |
| 10月26日 | アナルのシワの数までハッキリわかる! ノーモザイク連続絶頂アナル見せオナニー 19 | IENF-294  | アイエナジー                        |      |
| 11月28日 | 素人ヘアヌード大図鑑～都内難関私立大学在学中 清楚な無毛女子大生編 | SABA-864  | S級素人                             |      |

#### 鳳みゆ名義
2024年
- 不幸せがどこまでも追いかけてくる 私がどんないけないことをしたというの… 鳳みゆ（11月5日、アタッカーズ）

2025年
- 排卵日に秘密開催されるつるつる無毛マ〇コの発情パイパン酒池肉林パーティー子宮からあふれるほどザーメン連続中出し 鳳みゆ 沙月恵奈 百永さりな（2月11日、Million）
- 【4K】初めて彼女のできた童貞のボクのためセックスの練習相手になってくれたツンデレな幼なじみ。 鳳みゆ（2月26日、クリスタル映像）
- 【4K】童貞は幼なじみに奪われました…初めて彼女のできた童貞のボクのためセックスの練習相手になってくれたツンデレな幼なじみ 鳳みゆ（3月11日、クリスタル映像）
- 別れたいのに…家事も仕事もしないクズ彼氏のチ〇ポが超ドストライク…絶対生中で抜け出せない子宮くちゃめろ好きピ沼 鳳みゆ（3月25日、ロイヤル）

### アダルトVR

#### 川北メイサ 名義
| 配信日  | タイトル | 規格品番     | メーカー      | 備考           |
| ------- | --- | ------------ | ------------- | -------------- |
| 3月21日 | いつも距離感の近い幼馴染と2人きり。卒業したら離れ離れになる事を知ったその日… 川北メイサ                                                                                | URVRSP-00161 | unfinished    |                |
| 3月29日 | 天井特化アングルVR ～終電がなくなったバイトの先輩メイサと僕の部屋で1泊～ 川北メイサ                                                                                    | VRKM-00570   | KMPVR         |                |
| 4月16日 | いっぱい舐めてあげる | VRKM-577     | KMPVR         | オムニバス作品 |
| 4月19日 | 教え子と自宅で… この制服女子とこれからセックスします!! 顔面偏差値70超えの制服美少女はイクと吹いちゃうハメ潮の天才! 色白美乳のパイパンボディは一見の価値あり 川北メイサ | CRVR-00263   | CRYSTAL VR    |                |
| 4月20日 | 顔特化 | VRKM-00576   | KMPVR         | オムニバス作品 |
| 6月9日  | 教師である僕のことが大好きな生徒にハメられ、仕方なくコンドームをつけてセックスしたらゴムが破けて膣内射精! そのまま何度も中出しするハメに…!! 川北メイサ                 | DSVR-01154   | SODクリエイト |                |
| 7月7日  | 嫌がり顔面特化! 俺を心底嫌っている会社の部下の弱みを握り、拒絶されながらヤリまくる! 彼氏のチ●ポより俺のチ●ポの方が相性抜群なんて最高だぜッ! 川北メイサ                 | DSVR-01155   | SODクリエイト |                |
| 8月14日 | モザイクなしのフェラでヌイてね | VRKM-720     | KMPVR         |                |
| 8月26日 | 腋の下を見せてあげるからオナニーしてね | VRKM-723     | KMPVR         |                |

### アダルト配信
| 発売日  | タイトル | 規格品番 | メーカー       | 備考 |
| ------- | -------- | -------- | -------------- | ---- |
| 12月5日 | めいめい | TKMJ-001 | 東京恋マチ女子 |      |

#### 素人 名義
| 発売日   | タイトル | 規格品番   | メーカー                           | 備考           |
| -------- | --- | ---------- | ---------------------------------- | -------------- |
| 1月16日  | メイサ | TMEN-003   | 東狂ハメンジャーズ                 |                |
| 2月7日   | めいちゃん | SDJ-024    | 新世代女子                         |                |
| 3月16日  | めいさちゃん | ORECO-014  | 俺の素人-Z-                        |                |
| 3月21日  | 【マジ天使!? 超美顔E乳ナース × 顔面踏みつけハメ潮FUCK!!】 激務明けの新人ナースが性欲むき出し大暴れ! 人目も気にせずディルドを手コキ舐め! 揉み心地抜群の天然E乳 & 桃尻! 感度も最高イキ潮ハメ潮大噴射! 変態ナースコスに着替えて3回戦! 首絞め懇願オニ突きFUCK！中出し3連発!!! Nurse FacePress ACME 【なまハメT☆kTok Report.41】 めいさ 23歳 夜勤明けムラムラ痴女ナース | MAAN-760   | プレステージプレミアム             |                |
| 3月22日  | 【初撮り】【ルックス○】【クンニでマジ逝き】セクシーな洋服が似合うナイスプロポーションの美人料理講師が登場。今まで経験した事がない大きさのチ○ポで、突かれた事のない奥深いスポットを責められると.. ネットでAV応募→AV体験撮影 1783 メイサ 21歳 料理教室講師 | SIRO-4734  | シロウトTV                         |                |
| 3月24日  | メイサ | HIBR-026   | 日払いちゃん                       |                |
| 3月25日  | めいさちゃん | HOMEV-032  | ホームメイド                       |                |
| 3月26日  | 【無限∞鬼潮!! おもらし最強ギャル!!】美肌E乳プリケツ娘・みりちゃん登場!! 愛嬌たっぷりの笑顔がカワE! ちょっぴりデンジャラスなエロ武勇伝も有り♪超ド級の潮噴出量!! ハメる度に驚愕のハメ潮連発っヤバ過ぎSEX3本番!! ムチムチえろボディ震わせて連続絶頂! → もちのロンで特濃なま中出し♪ こんなに潮吹いちゃったら、ぶっちゃけ命が心配!!?? みりちゃんの運命やいかに…?? 【ギャルしべ長者 72人目 みりちゃん】 | JAC-127    | Jackson                            |                |
| 3月29日  | 【キレイ系メンエス嬢が自分のドスケベ施術映像をオカズに彼氏とイチャラブ中出しSEX!】 メンエス初体験の客を乳首舐めオイル手コキで大量射精させる! 彼氏と一緒にその盗撮動画を鑑賞! ムラムラしてきた2人はイチャラブSEX開始!w 尻肉波打つバックでハードピストン! イチャラブキスをしながら種付けプレス! そのまま中に出したら次はメンエスプレイ!w 幸福感に包まれながらまた中出し! 全3発射!【あまちゅあハメREC＃めいさ＃メンエス嬢】 | MFCS-012   | MOON FORCE 2nd                     |                |
| 4月7日   | 【合格祝いに教え子J●と禁断の卒業前SEX!】 試験になんとか合格してくれた教え子のJ●ちゃんと、「勉強がんばったね」ということでお祝いデートで水族館へ。お魚を見てはしゃぐ彼女をかわいいなと思いつつ、過ぎる時間はあっという間で「この後どこ行く?」的なお決まりの流れに。私の家に行きたいと言い出した彼女を抑えて、とりあえずホテルin! 密室で二人っきりになることが初めてだったのもあり、お互いにそういう雰囲気になったので、うかつにも手を出してしまいました…! 彼女はまだ18歳なのにも関わらず、責める前戯が好きでオジサン翻弄されまくり! 極上の乳首責め・フェラ・騎乗位が気持ちよすぎて、年甲斐もなく2回も中出ししちゃいましたw めいさ | SIMM-717   | しろうとまんまん                   |                |
| 4月9日   | 【投げ銭もチ●コもしゃぶるパイパン★ライバー】キス大好きな彼女がホテイン前からキス魔発動! 怒涛の手マンで連続潮吹き! まるで放尿レベル!? カメラ破戒寸前!? ぷにっぷに柔肉美尻がたまらないッ! オイル + コスプレで連戦!! 美乳 & 美尻が映える猛烈SEXで絶頂ハメ潮吹きまくり★【超10代ちゃんNO.4】めいさ 19歳 ライバー | MAAN-766   | プレステージプレミアム             |                |
| 4月10日  | 川北さん | ORECO-048  | 俺の素人-Z-                        |                |
| 4月15日  | 【個人撮影】黒パンストの美脚お姉さんとパパ活_完全顔出しで中出し映像流出 | IND-052    | インディ                           |                |
| 4月17日  | 【ガチ美少女の嬉ション生チン挿入!!】【美乳 & やわらか美パイパンま○こ】【走攻守すべて揃ったドビッチはめ撮り!!】 フカフカ極上やわらかエチエチ無毛ま○こ美少女が満を持して登場!! 下半身も最高!! おっぱいも美E乳で揉み応えバリューMAX!! 限界突破のエチエチはめ撮りで嬉しょん潮噴出ベッド場外もぐしょ濡れ御免の連続膣内2搾精【突然ですが撮ってもいいですか? file003】なお 20歳 | NTK-712    | プレステージプレミアム             |                |
| 4月22日  | メイサ | WKAS-015   | 訳あり素人                         |                |
| 4月23日  | 【鬼潮エロ娘!! 全身性感帯のエチエチE乳エロ肢体!!】【下半身刺激で即お漏らし潮連射のジューシーま○こ!!】【攻めて攻められ性器のエチエチ合戦3発射!!】全身性感帯のエロスましましお漏らし潮乱発ジューシーヤリマン美女をご紹介!! フカフカ極上やわらかエチエチ無毛ま○こはご多分に漏れず!? お漏らし潮雑魚ま●こ (締め○名器認定) ガチで美しすぎるEエロ乳を引っさげ攻めて攻められくんずほぐれつの大合戦のエロ桶狭間の戦いの火蓋が切って落とされたww ヤリマンGP 004 めいさ 21歳 | NTK-714    | プレステージプレミアム             |                |
| 5月13日  | メイサ | SCUTE-1223 | S-Cute                             |                |
| 5月16日  | イクたびに潮を吹く! お嬢さま女子アナのチ○ポ愛が凄すぎるSEX | ENDX-394   | E★ナンパDX                         |                |
| 5月21日  | メイサ 2 | SCUTE-1224 | S-Cute                             |                |
| 6月3日   | メイサ | HMDNC-484  | ハメドリネットワーク SecondEdition |                |
| 6月10日  | メイサさん | ZOCT-072   | ゾクゾクタイム                     |                |
| 6月15日  | 【エロかわネコちゃんと発情交尾♪】巨乳巨尻なスケベボディ女子大生とイチャラブにゃんにゃんSEX♪ 生ハメの快感に絶頂潮吹きマーキングが止まらない! びしょ濡れパイパンま○こにオール中出し3連発!!! 【しろうとハメ撮り＃アリサ＃21歳＃女子大生】 | MFC-197    | MOON FORCE                         |                |
| 6月16日  | 川北さん | ORETD-937  | 俺の素人                           |                |
| 6月17日  | 【奉仕精神溢れる美人ナース…の皮を被ったSッ気溢れる猫顔女王様が全部ヌク!】アダルトショップでデート中にムラっとしちゃってその場で即ヌキ! 献身的な乳首責めでオナサポ! 「元カノのマ●コとどっちが美味しい?」 チ●ポにイかされた屈辱で女王様スイッチON!? 「なんで勝手に動いてんの?」 「メイサ様って呼んで♪」本性剥き出し上書きセックス! 計6発【M男のち●こ全部ヌク大作戦! #009】 | STCV-122   | 素人CLOVER                         |                |
| 6月22日  | 【女子アナ顔・王道美女】余分な前説、ヌルい前戯、一切無し!! イキなりフルスロットルで、Eカップ美女をイカせまくるッ!!! 超正統派のシロウト美女が緊張MAXで究極10P大乱交に挑む!! 開始数分でハメ潮まみれで地面を濡らす超敏感ムスメが性豪チ○コ9本を相手に覚醒!!! 澄まし顔の美女が快楽にまみれてアヘ顔丸出しでヨガリまくる!!! 井上さん (仮名) 23歳 見習いフレンチシェフ | TEN-040    | DIEGO                              |                |
| 6月24日  | めいさ | OPCYN-301  | おっぱいちゃん                     |                |
| 7月10日  | Meisa | ZOCT-078   | ゾクゾクタイム                     |                |
| 7月26日  | めいさ | STOK-025   | パコられ美少女                     |                |
| 8月8日   | ラグジュTV 1597 北川友里 29歳 アナウンサー 美人アナウンサーがラグジュTVに登場! 濃厚な愛撫と激しいピストンにグラマラスなボディを震わせながらハメ潮吹きながら何度もイき乱れる! | LUXU-1621  | ラグジュTV                         |                |
| 8月10日  | 川北さん | ZOCT-083   | ゾクゾクタイム                     |                |
| 8月13日  | マジ軟派、初撮。1839 メイサ 23歳 金持ち相手に接待する仕事 金持ち相手に接待飲みしまくり、男の扱いにすっかり長けたお姉さんをナンパ! 攻めても受けてもエロい反応! 陥没乳首と波打つ尻肉にムラムラ必至! | GANA-2770  | ナンパTV                           |                |
| 8月19日  | めいささん | ORECO-154  | 俺の素人-Z-                        |                |
| 9月2日   | めいさちゃん & あいりちゃん | ORECO-160  | 俺の素人-Z-                        |                |
| 9月6日   | メイサchan | SROM-028   | 素人まっちんぐ                     |                |
| 9月8日   | ひな | KING-0096  | 素人参加バラエティ                 |                |
| 9月9日   | 【妄想主観】呼べばすぐ来る都合の良いセフレは教え子 川北メイサ | OTIM-119   | ONETIME                            |                |
| 9月25日  | めいさ | SMUC-039   | 素人ムクムク-夢中-                 |                |
| 9月30日  | メイサ | YARIB-028  | ヤリマン★ビッチーズ                |                |
| 10月11日 | 【激カワ】【プリケツ】フレンチシェフを夢見る美少女が登場! 彼女曰く、男性を虜にするには『胃袋ではなく身体の相性』っと断言! 『エッチのうまさは大事です♪』今日は調理実習ではなくてセックス実習で腕ではなく身体を磨く!? 【極上ボディ】【豪快潮吹き】騎乗位の美尻アングルは超必見! パイパンマンコは性感帯♪ 強烈な快感に耐えきれず豪快スプラッシュ!! めちゃカワ美少女のまん丸美尻と柔らかそうな美乳に最強ボディの豪華フルコースSEXを見逃すな!! | ARA-549    | ARA                                |                |
| 10月23日 | 足●区MS生 | RURA-048   | 路地裏ぱんぱん                     |                |
| 12月4日  | めいさ | FUYU-026   | 浮遊僧                             |                |
| 12月8日  | なぎ | KING-0202  | 素人参加バラエティ                 |                |
| 12月9日  | メイサ | SCHU-002   | 素人ChuChu                         |                |
| 12月9日  | サヤカ 2 | ENDS-057   | 援堂山                             |                |
| 12月13日 | サヤカ | ENDS-056   | 援堂山                             |                |
| 12月15日 | 【配信専用】絶対主観!! もはや精子が枯渇寸前! 超気持ちイイッ!! 乳首舐め手コキ #12 | FCP-131    | ふぇちぽいんと                     | オムニバス作品 |
| 12月16日 | サヤカ 3 | ENDS-058   | 援堂山                             |                |
| 12月23日 | サヤカ 4 | ENDS-059   | 援堂山                             |                |

| 発売日   | タイトル | 規格品番   | メーカー                          | 備考 |
| -------- | --- | ---------- | --------------------------------- | ---- |
| 2月5日   | みなみちゃん | ORECO-236  | 俺の素人-Z-                       |      |
| 2月9日   | わかな | IKUIKU-012 | イカセ素人                        |      |
| 2月11日  | メイサ | ORE-910    | 俺の素人                          |      |
| 3月1日   | 河野アナ | ENDX-394   | E★ナンパDX                        |      |
| 3月18日  | 【狙ったチ●ポは逃さない! ゴム無し主義の恋愛上級者】【男心をくすぐる魅惑のインフルエンサー参上】【ガチで可愛い美少女が人目も気にせずバキュームフェラ抜き】【ハメ潮イキ潮吹きまくる真正クジラガール】【オイル + コスプレも映えまくるムチムチえろボディ】【潮浸し大絶頂3発射!! 神・性・器】 みなみ 22歳 大学生 | MAAN-850   | 街角シロウトナンパ                |      |
| 5月2日   | めいさchan 2 | SROM-051   | 素人まっちんぐ                    |      |
| 5月12日  | Y143ちゃん & S143ちゃん | SHINKI-143 | 蜃気楼                            |      |
| 5月13日  | 【デカ尻安産型の美女フリーターをデカチンでハメ倒す!】 背面騎乗位のオイル尻がエロすぎる美形に全身網タイツを着せてハメ撮りSEX! 【フリーター / デカ尻安産型】 みなみちゃん | HMT-042    | ハメタバース                      |      |
| 5月26日  | めいみ | GLP-051    | ギャルpay                         |      |
| 6月19日  | みなみちゃん | ORECO-347  | 俺の素人-Z-                       |      |
| 7月1日   | Sちゃん | SPAY-254   | 素人ペイペイ                      |      |
| 8月23日  | セイラ | HMDNC-644  | ハメドリネットワークSecondEdition |      |
| 12月17日 | めいさ | MFCS-012   | MOON FORCE                        |      |
| 12月19日 | めいさ | SIMM-717   | しろうとまんまん                  |      |

| 発売日     | タイトル                                           | 規格品番  | メーカー | 備考 |
| ---------- | -------------------------------------------------- | --------- | -------- | ---- |
| 2024/04/16 | SROB-022 素人まっちんぐEX 高級外車でギャルを釣る。 | SROB-022  |          |      |
| 2024/05/02 | 色狂い盗撮魔Wの二人同時パパ活記録＃29・30          | SHIND-080 |          |      |
|            |                                                    |           |          |      |
|            |                                                    |           |          |      |
|            |                                                    |           |          |      |
|            |                                                    |           |          |      |
|            |                                                    |           |          |      |

### イメージビデオ
| 発売日  | タイトル                        | 規格品番 | 規格品番  | メーカー       | 備考   |
| 発売日  | タイトル                        | DVD      | BD        | メーカー       | 備考   |
| 2021年  | 2021年                          | 2021年   | 2021年    | 2021年         | 2021年 |
| ------- | ------------------------------- | -------- | --------- | -------------- | ------ |
| 5月20日 | Meisa 恋のメロディー            | REBD-559 | REBDB-545 | REbecca        |        |
| 2022年  |                                 |          |           |                |        |
| 3月21日 | 黒髪美少女は純真華憐 川北メイサ | LBDD-009 | LBDD-009B | メディアアーツ |        |

### LOVEPOP(イメージビデオ＆グラビア)
- 川北メイサのPHOTO & MOVIE 制服カーディガン（3月5日）
- おっぱい出してジャンプ! パイパン巨乳美少女のチアリーダー（3月5日）
- 4K動画 「美味しい」と先生のアレに音をたてて吸い付く! 飴舐め（3月9日）
- 川北メイサのPHOTO & MOVIE ブルマ（3月24日）
- 優等生が見せる白いパンツと大きなおっぱい♪ ブレザー（3月31日）
- 川北メイサのPHOTO & MOVIE セーラー服（4月10日）
- 補習授業をなしに! 大胆にパンツを見せて先生を挑発! 挑発パンチラ（4月12日）
- 4K動画 補習授業をなしに! 大胆にパンツを見せて先生を挑発! 挑発パンチラ（4月12日）
- 4K動画 すべてのパーツがとっても綺麗! 大接近して身近に感じる接写編（4月22日）
- 川北メイサのPHOTO & MOVIE メイド（5月5日）
- ラブデジ16 川北メイサ × 白坂有以のPHOTO & MOVIE ハロウィン（10月22日）[20]
- 4K動画 ラブデジ16 川北メイサ × 白坂有以ガールズトーク 仲良し先輩後輩が繰り広げる! 素のガールズトーク!（10月22日）[21]

## 書籍・出版物

### デジタル写真集
- 私のヌードを召し上がれ（2020年12月14日、小学館、撮影：山口勝己）
- Meisa 恋のメロディー（2021年7月16日、REbecca）

### 雑誌
- 実話ローレンス 2021年 06 月号 表紙・巻頭グラビア・袋とじ（2021年4月16日、スコラマガジン）
- 超激カワ! S級MAX 2021年7月号（2021年5月27日、マイウェイ出版）

## 出演

### テレビ
- 白坂有以×川北メイサ 本当にあったエッチな話（2021年9月17日[22]、エンタ!959）

### 映画
- 下着博覧会/『愛は無限大』（2021年11月11日、オーピー映画、R15）[23]
- ブラとパンティ 変態がいっぱい/『愛は無限大』（2021年12月3日、オーピー映画、R18）

### ラジオ
- 【｢talking free｣ powered by INTEC】（2021年8月8日、 渋谷クロスFM）

### インターネット配信

#### YouTube
ゆゆいのゆいちゃんねる
- 後輩とペヤング食べ比べしたらヤバかったwwww（2021年6月20日）
- 後輩にブチギレてみた（2021年11月15日)

FALENO Official Channel
- 下半身だらしなく中身モロ出し! 襲ってほしい願望のおバカ新入生入学!?『入学面接』〜川北メイサ〜（2020年12月15日）
- チン回答連発‼︎キャッチコピー総選挙!【私の通り名、欲しいの…//】（2020年12月18日)
- 【清く正しく気持ちよく】クリスマスプレゼント争奪戦! 聖ファレノ女学院の性なる夜（2020年12月25日）
- 【歴史から学ぶ男女の営み】今回の講師は性の歴史研究家!【聖ファレノ女学院】【FALENO】（2020年1月9日）
- 【女性の偉人に学ぶ性史】本校初公開‼︎生徒たちの初体験エピソードもたくさん出ちゃいました…!（2020年1月16日）
- 【達人クラスの句が誕生】a○女優が川柳に挑戦した結果…!【聖ファレノ女学院】【国語後編】（2020年1月30日）
- 【一発ギャグなのに可愛すぎる⁈】チン八先生持ち込み企画、ファレ女式全力ジジ抜き開催!（2020年2月6日）
- 【尻文字なんて甘ったれるな!】チン八先生のホームルームは『〇〇文字』で楽しいレクリエーションのお時間です♡（2020年2月16日）
- 【ブチギレ】あまりの風紀の乱れにチンパチ先生激怒⁈セクシー声優に学ぶ”【声学】（2020/年2月19日）
- また生徒がやらしいゲームを考えてきました…。飲み会定番の”アノ”ゲームをファレ女式にアレンジ‼︎罰ゲームが恥ずかしい一発芸⁈（2020年3月9日）
- 【神曲誕生】あの有名ミュージシャンが来校!? みんなでファレ女の校歌を作ろう!（2020年4月23日）
- 【衝撃発言】セクシー女優、最近◯◯はじめました…!【AMEMIYA】（2020年4月30日）
- 【日本一のエンターテイナー】スカチャンからエンタメの極意を学ぶ!（2020年5月14日）

#### インタビュー
- 川北メイサプロフィール　AVデビューのきっかけ、プライベートのセックスとは?（2020年12月7日、メンズサイゾー）[24]
- 天使もえ本気のお悩み相談「はだかを纏う＃3　新人AV女優・川北メイサ編」（2021年4月17日、メンズサイゾー）[25]